# Tom Palmer (fumettista)
Tom Palmer (New York, 13 luglio 1942 – Oakland, 18 agosto 2022) è stato un fumettista statunitense.
È noto principalmente per il suo lavoro con i supereroi per la Marvel Comics, in particolare come inchiostratore per i Vendicatori, La tomba di Dracula, Star Wars.

## Carriera
Sebbene Tom Palmer abbia realizzato alcuni lavori come disegnatore di fumetti e come colorista, e abbia creato alcune copertine, la sua attività principale dagli anni '60 in poi stata quella di inchiostratore.
Particolarmente degni di nota sono i lavori di Palmer per la Marvel Comics, in particolare le lunghe collaborazioni con disegnatori come Neal Adams sui Vendicatori e sugli X-Men, Gene Colan sul Dottor Strange, Devil e La tomba di Dracula, e John Buscema sui Vendicatori. Ha anche inchiostrato l'intera serie X-Men: The Hidden Years di John Byrne.
Palmer è considerato l'inchiostratore per eccellenza di Gene Colan, il cui uso massiccio di trame e sfumature grigie ha sempre reso difficile l'inchiostrazione dei suoi disegni.
Lo stile di Palmer nell'inchiostrare, spazzolato, dettagliato e illustrativo, affonda le sue radici nelle strisce dei quotidiani d'epoca come Steve Canyon di Milton Caniff o Tarzan, e ha influenzato generazioni successive di inchiostratori come Klaus Janson, Josef Rubinstein e Bob McLeod
.

## Premi e riconoscimenti
Tom Palmer ha ricevuto i seguenti  riconoscimenti per le sue pubblicazioni:
- L'Alley Award come miglior inchiostratore (Best Inking Artist) nel 1969;
- Il Comic Fan Art Award / Goethe Award come miglior inchiostratore (Favorite Inker) nel 1975[3];
- L'Inkwell Award come miglio inchiostratore (Favorite Finisher/Embellisher) nel 2008;
- L'inserimento nella The Joe Sinnott Hall of Fame Award degli Inkwell Awards nel 2014.